# Пауль Пирвулеску
Пауль Пирвулеску (рум. Paul Pârvulescu, нар. 11 серпня 1988, Медіаш) — румунський футболіст, півзахисник клубу «Стяуа».
В минулому виступав за клуб «Газ Метан», а також молодіжну збірну Румунії.

## Клубна кар'єра
У дорослому футболі дебютував 2008 року виступами за команду клубу «Газ Метан», в якій провів три сезони, взявши участь у 93 матчах чемпіонату. Більшість часу, проведеного у складі «Газ Метана», був основним гравцем команди.
До складу клубу «Стяуа» приєднався за 1 млн. євро 4 січня 2012 року, підписавши з клубом п'ятирічний контракт. Відтоді встиг відіграти за бухарестську команду 44 матчі в національному чемпіонаті.

## Виступи за збірну
Протягом 2007–2011 років залучався до складу молодіжної збірної Румунії. На молодіжному рівні зіграв у 10 офіційних матчах.

## Титули і досягнення
- Чемпіон Румунії (2):

«Стяуа»: 2012-13, 2013-14
- Володар Суперкубка Румунії (1):

«Стяуа»: 2013